# Z23/24次列車
Z23/24次列車（中国語: Z23/24次列车）とは、中華人民共和国の湖北省省都武漢市と広東省深圳市との間で運行されている。中国鉄路総公司武漢鉄路局が運行する優等列車である。

## 概要
Z23/24次列車では、唐山製の中国国鉄25T型客車が使用されている。その走行距離は1,216kmに及び、経路はほぼ京広線、広深線。

## 歴史
2009年5月6日、武漢～深圳間の旅客列車が正式に運行を開始した。列車番号はZ23/24次で。

## 列車編成
Z23/24次列車の編成は18輛編成で、軟臥車（1等寝台車）10輛、硬臥車（2等寝台車）6輛、高級軟臥車（特等寝台車）、食堂車が各1輛である。

### 牽引機
| 区間                   | 武昌↔広州                               | 広州↔深圳                               |
| 機関車 所属 機関士所属 | 韶山8型 広州鉄路集団公司広州機務段 広州 | 韶山8型 広州鉄路集団公司広州機務段 広州 |

### 客車
| 運行区間   | 武昌↔深圳                  | 武昌↔深圳                       | 武昌↔深圳    | 武昌↔深圳                  | 武昌↔深圳                  |
| 号車番号   | 1-9                        | 10                              | 11           | 12-17                      | 18                         |
| 車輛の種類 | RW25T 軟臥車 （1等寝台車） | RW19T 高級軟臥車 （特等寝台車） | CA25T 食堂車 | YW25T 硬臥車 （2等寝台車） | RW25T 軟臥車 （1等寝台車） |

## 時刻表
| Z23次 （深圳行き） | Z23次 （深圳行き） | Z23次 （深圳行き） | 停車駅 | Z24次 （武漢行き） | Z24次 （武漢行き） | Z24次 （武漢行き） |
| 走行距離           | 到着時間           | 出発時間           |        | 到着時間           | 出発時間           | 走行距離           |
| ------------------ | ------------------ | ------------------ | ------ | ------------------ | ------------------ | ------------------ |
| 0                  | —                  | 19:30              | 武昌   | 06:20              | —                  | 1216               |
| 1069               | 06:10              | 06:26              | 広州   | —                  | —                  | 147                |
| 1216               | 07:56              | —                  | 深圳   | —                  | 18:05              | 0                  |

## 脚註
1. ↑  武汉地区首开南向直达列车 武昌到深圳Z23次全列卧铺车今天开行